# تصوير الأقنية الصفراوية عبر الكبد عن طريق الجلد
تصوير الأقنية الصفراوية عبر الكبد عن طريق الجلد (بالإنجليزية: Percutaneous transhepatic cholangiography)‏ (اختصارًا PTC أو PTHC) هي تقنيةٌ إشعاعية تُستعمل لرؤية تشريح الجهاز الصفراوي، حيثُ تُحقن مادة تباين في القناة الصفراوية في الكبد، وبعدها تؤخذ الصورة بالأشعة السينية. تُساعد هذه التقنية في الوصول إلى الجهاز الصفراوي في الحالات التي لا ينجح فيها تصوير البنكرياس والأقنية الصفراوية بالتنظير الباطني بالطريق الراجع. ظهرت هذه التقنية في عام 1937، وأصبحت شائعةً عام 1952.

## موانع الاستعمال
- أهبة نزفية
- إنتان الجهاز الصفراوي
- أن يكون المريض غير مناسبٍ للجراحة
- الكيسات العدارية
- استسقاء بطني
- مرض الكبد المزمن

## روابط خارجية
- مدلاين بلس 003820